# 排水

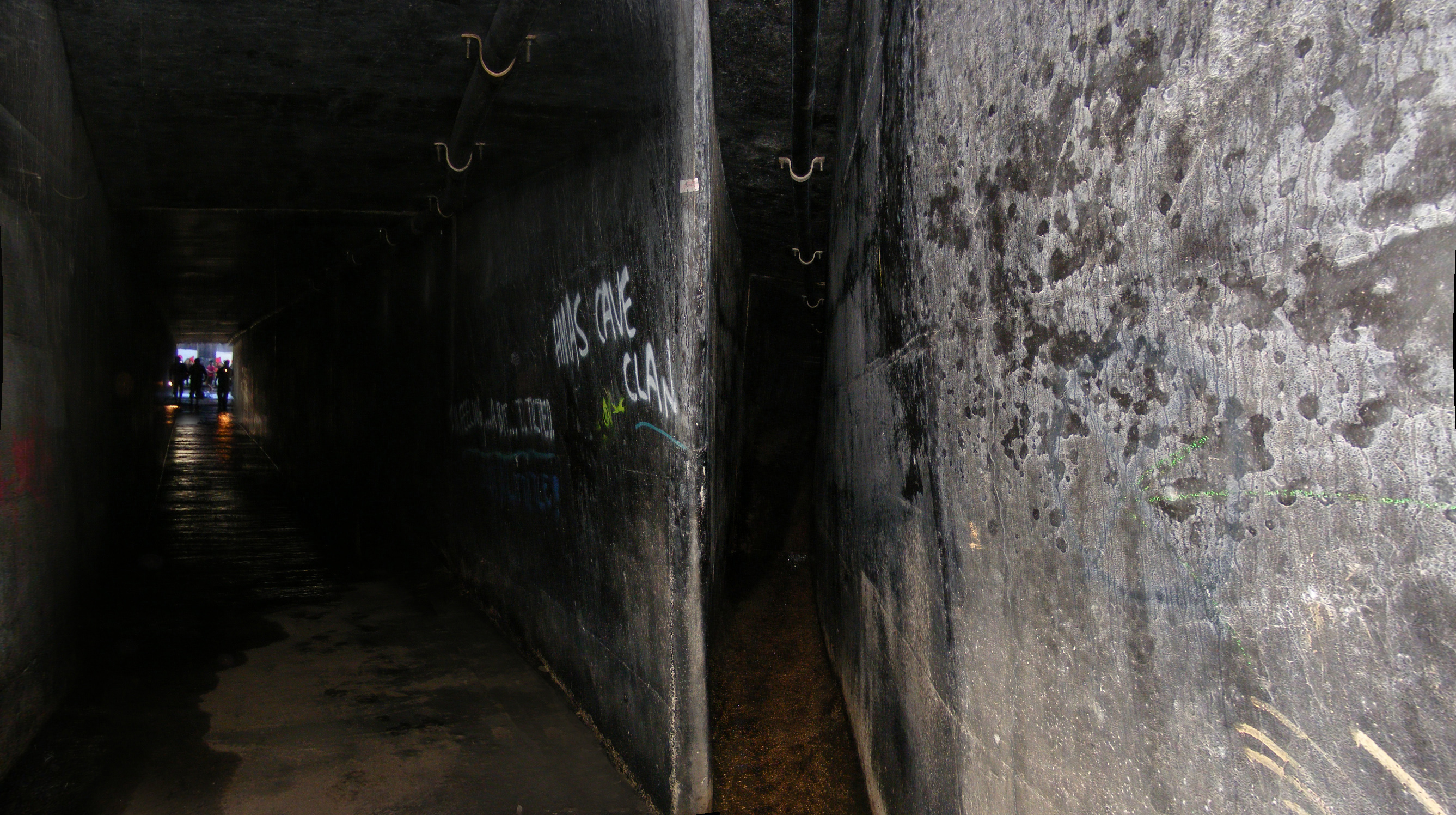
位於澳洲雪梨的下水道

排水（英文：Drainage）是指在一個區域中將地表水（地表逕流）或地下水任其自然或以人為方式排除，人為排水為施作排水系統，如排水溝、涵管、下水道等排水設施，目的是攔截逕流，並加以誘導排除，以避免逕流損毀農地、房舍及公共設備，並防止沖蝕。

## 歷史

### 早期

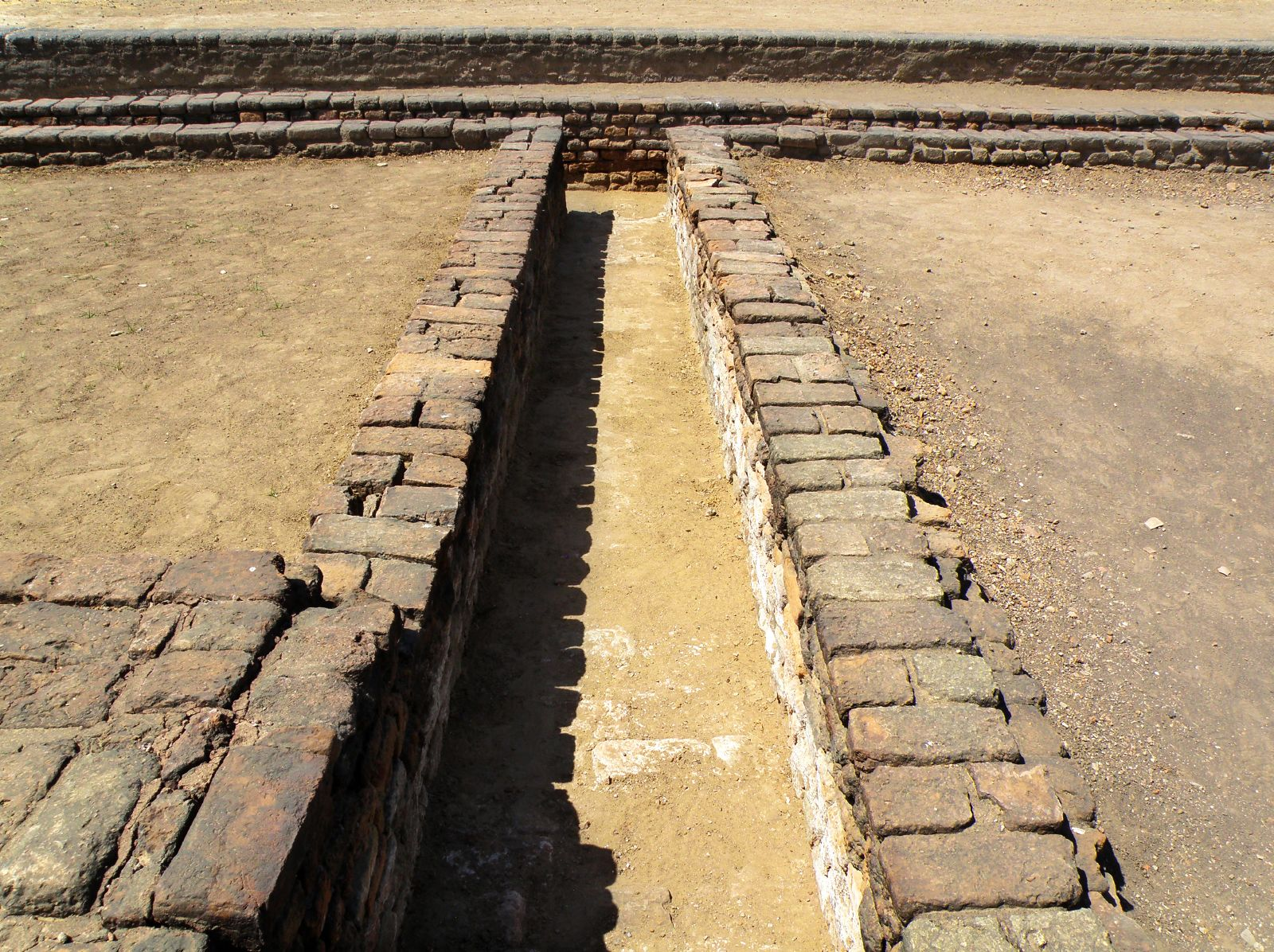
西元前2900年前，位於洛塔排水溝渠遺跡。

在印度河流域過去的古文明中，所發展出的都市排汙以及排水系統，已經遠比當時的中東城市來的先進，甚至仍比今日巴基斯坦和印度部分地區的排水設施相更有效率。在哈拉帕與摩亨佐-達羅的主要城鎮中，市內的所有房舍都具有給水與排水設施，並在市區的主要街道下方建有下水道。